# Хотел Отава затвор
45° 25′ 29″ N 75° 41′ 19.5″ W / 45.42472° С; 75.688750° З
Хотел Отава затвор (енгл. Ottawa Jail Hostel) је познати хотел у граду Отава у Канади. Хотел је познат по томе што је пре био затвор. Данас га сматрају уклетим због чудних феномена који се тамо свакодневно дешавају. Затвор је затворен 1972. Тада је постао хотел, али велики део структуре није промењен па су гости у хотелу били као затвореници. Док је био затвор, горњи спрат је служио за погубљивање затвореника.

## Историја
Већи део хотела је изграђен 1862. Дизајниран је од стране Хенрија Хорса. У затвору је 11. фебруара 1869. погубљен Патрик Велан који је осуђен на смрт за убиство Томаса Дарсија Макгија. Погубљењу је присуствовало преко 5000 људи. То је био велики број људи с обзиром на величину затвора.